# Meliboeus angustatus
Meliboeus angustatus es una especie de escarabajo barrenador metálico del género Meliboeus, familia Buprestidae, orden Coleoptera.

## Taxonomía
Fue descrita por Fisher en 1930 y publicada en Fisher W. S. New Malayan Buprestidae. Journal of the Federated Malay States Museums 16:25-57. (1930).